# Hohenzollern Skistadion
Koordinaten: 49° 6′ 8″ N, 13° 9′ 38″ O
Das Hohenzollern Skistadion ist ein Biathlonstadion im Gemeindegebiet von Bayerisch Eisenstein und liegt direkt am Großen Arbersee, unterhalb des etwa 2 km entfernten Großen Arber und des noch 1 km weiter liegenden Kleinen Arber, nahe der Grenze zu Tschechien. Die Anlage wird für Training und Wettkämpfe im Biathlon sowie Speziallanglauf genutzt.

## Geschichte
Das erste Biathlonstadion wurde 1975 in Innenried bei Zwiesel in Betrieb genommen. Diese Anlage, an die nichts mehr erinnert, war wenig schneesicher.
Im Jahr 1984 wurde die Biathlonanlage am Großen Arbersee eröffnet.
Am 27. August 1998 wurde es Bayerische Kultusministerium als Skilandesleistungszentrum anerkannt.
Zwischen den Jahren 2000 und 2005 wurden das Skistadion und das Loipennetz modernisiert. Es wurde an den technischen Gegebenheiten gearbeitet, die Flutlichtanlage wurde verbessert und die Sommerstrecken wurden neu asphaltiert. Den Umbau finanzierten zu 50 % der Freistaat Bayern, die anderen 50 % der Förderverein Ski-LLZ Arber mit 22 Städten und Gemeinden, sowie die Landkreise Regen und Cham, die Bezirksregierung von Niederbayern und Sponsoren. 
Im Jahr 2014 wurde die elektronische Erschließung durchgeführt, Ausleuchtstärke und Rennauswertung verbessert und das Sportlergebäude errichtet.

## Die Arena
Die Arena hat 30 Schießstände und acht verschiedene Streckenabschnitte mit unterschiedlichen Steigungen und Längen. Eine 2,2 km Rollerbahn steht im Sommer zur Verfügung.

## Veranstaltungen
Im Jahr 2006 fanden hier die Biathlon-Europameisterschaften statt. 2022 wurde diese Veranstaltung wieder im Hohenzollern Skistadion ausgetragen. Die Biathlon-Wettbewerbe der im nahe gelegenen Železná Ruda ausgetragenen tschechischen Winter-Kinder-und-Jugend-Olympiada 2027 sollen im Hohenzollern-Stadion ausgetragen werden.